# Ernst Flügel
Ernst Flügel (Halle, 1844 – Breslau, 1912) fou un compositor i organista alemany fill del també compositor Carl Gustav Flügel.
S'educà en el reial Institut de Música sagrada de Berlín. A més, fou, deixeble de Bülow, Flodoardo Geyer i Kiel. Organista de Prenzlau el 1867 i des de 1879 primer organista de Sant Bernardí a Wroclaw; el 1901 ou nomenat professor de la cort i crític musical del periòdic Schlesische Zeitung.
Les seves composicions són, quasi totes, cors, peces per a orgue i piano, trios, etc.